# Tíndaris

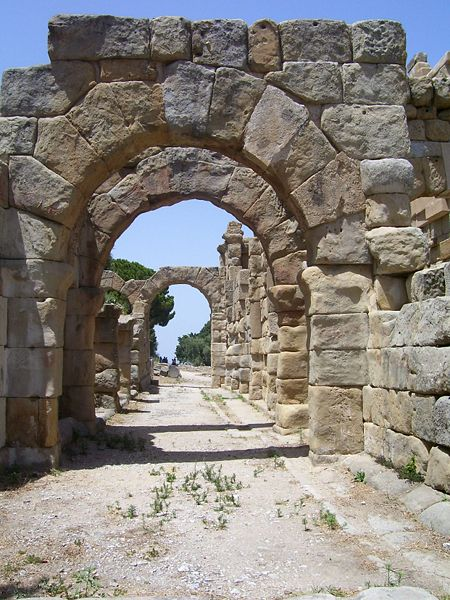
Construcción ciclópea en las ruinas griegas de Tíndaris.

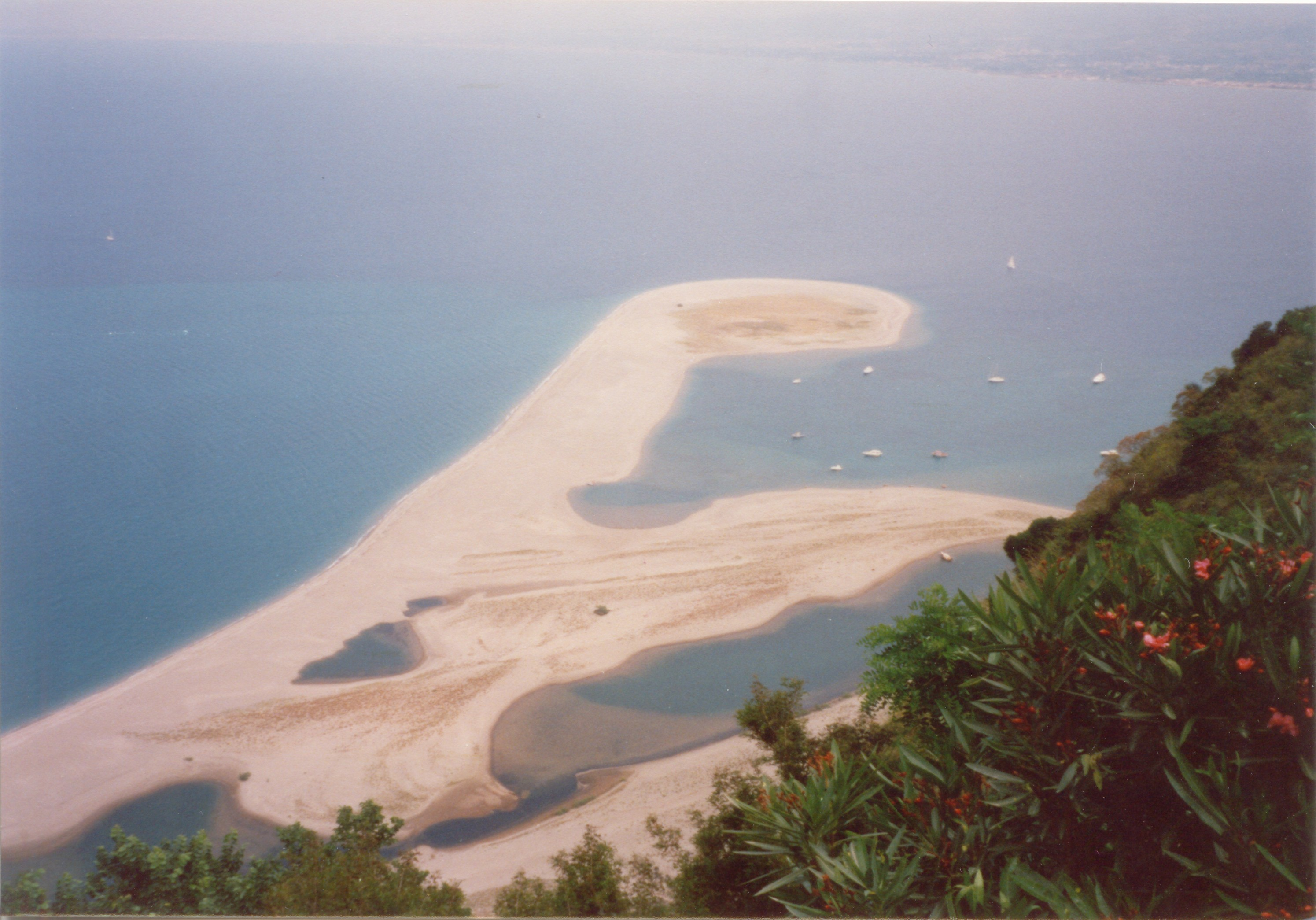
Laguna de Tíndaris.

Tíndaris, antiguamente Tyndaris o Tyndarion (griego: Τυνδαρίς, Strab.; Τυνδάριον, Ptol.) 
fue una ciudad de la costa norte de Sicilia entre Milas y Agatirno, situada en una bahía limitada al este por la punta conocida como Ponta di Milazzo, y por Calavia. Estaba a unos 50 km de Mesina. En la actualidad se llama Tìndari y es una conocida localidad de Sicilia, sobre el Golfo di Patti, frazione del municipio de Patti (provincia de Mesina).

## Antigua Tíndaris
La antigua Tíndaris fue una ciudad griega fundada por Dionisio el Viejo hacia el año 396 a. C. con exiliados de Mesenia, que habían sido expulsados por los espartanos de Naupacto, Zante y el Peloponeso en el transcurso de la Guerra de Decelia. Estos exiliados primero se establecieron en Mesina y finalmente en la nueva ciudad, a la que Dionisio otorgó parte del territorio que hasta entonces pertenecía a Abaceno. Llegó a tener 5000 habitantes con pobladores de otras ciudades. El nombre le fue dado en honor de Tíndaro y los Dioscuros.
En 344 a. C. fue una de las primeras ciudades en declararse partidaria de Timoleón cuando desembarcó en Sicilia. Después abrazó el partido de Hierón II y le ayudó en su guerra contra los mamertinos en 269 a. C.
Fue una posición estratégica en la costa del mar Tirreno y aparece en otras guerras.
En la primera guerra púnica fue una dependencia de Cartago y cuando la ciudad se rebeló en favor de Roma, fue sometida por los cartagineses que cogieron a los principales ciudadanos como prisioneros. En 257 a. C. se libró delante de ella una batalla naval a medio camino entre la ciudad y las islas Lípari, en la que la flota romana dirigida por Cayo Atilio obtuvo ventaja sobre la flota cartaginesa, pero sin ser un resultado decisivo. Los romanos se acercaron a Tíndaris pero no la ocuparon hasta después de la caída de Panormo en 254 a. C., cuando los ciudadanos expulsaron a la guarnición cartaginesa y solicitaron la alianza romana.
Bajo Roma fue una ciudad importante. Era un municipium con sus propios magistrados y senado local. Marco Tulio Cicerón la llamó «nobilissima civitas» y en diversas ocasiones sus habitantes demostraron la lealtad a Roma, como cuando aportaron fuerzas navales a Escipión el Africano, que les compensó devolviendo a Tíndaris la estatua de Mercurio que los cartagineses se habían llevado, y que fue objeto de gran veneración en la ciudad hasta que el romano Verres se la llevó más tarde (la estatua de Verres fue demolida cuando salió de la isla como venganza).
Tíndaris fue una de las setenta ciudades designadas por el Senado romano para contribuir a las ofrendas al templo de Venus de Eryx, distinción de cierta importancia. Tomó parte en la guerra entre Sexto Pompeyo y César Augusto (36 a. C.) y el primero la fortificó como parte de la defensa de los estrechos de Sicilia, pero fue ocupada por Agripa después de su victoria naval en Milas y fue uno de los cuarteles principales contra Pompeyo.
Estrabón la menciona como una ciudad importante del norte de la isla y Plinio el Viejo dice que fue colonia (probablemente bajo Augusto porque se ha encontrado una inscripción que dice Colonia Augusta Tyndaritanorum). Plinio menciona también una calamidad natural, probablemente un terremoto, que provocó el hundimiento de parte del cerro donde estaba la ciudad y una parte quedó entonces sumergida por las aguas. En el siglo IV a. C. aún se menciona en los Itinerarios.

## Situación actual

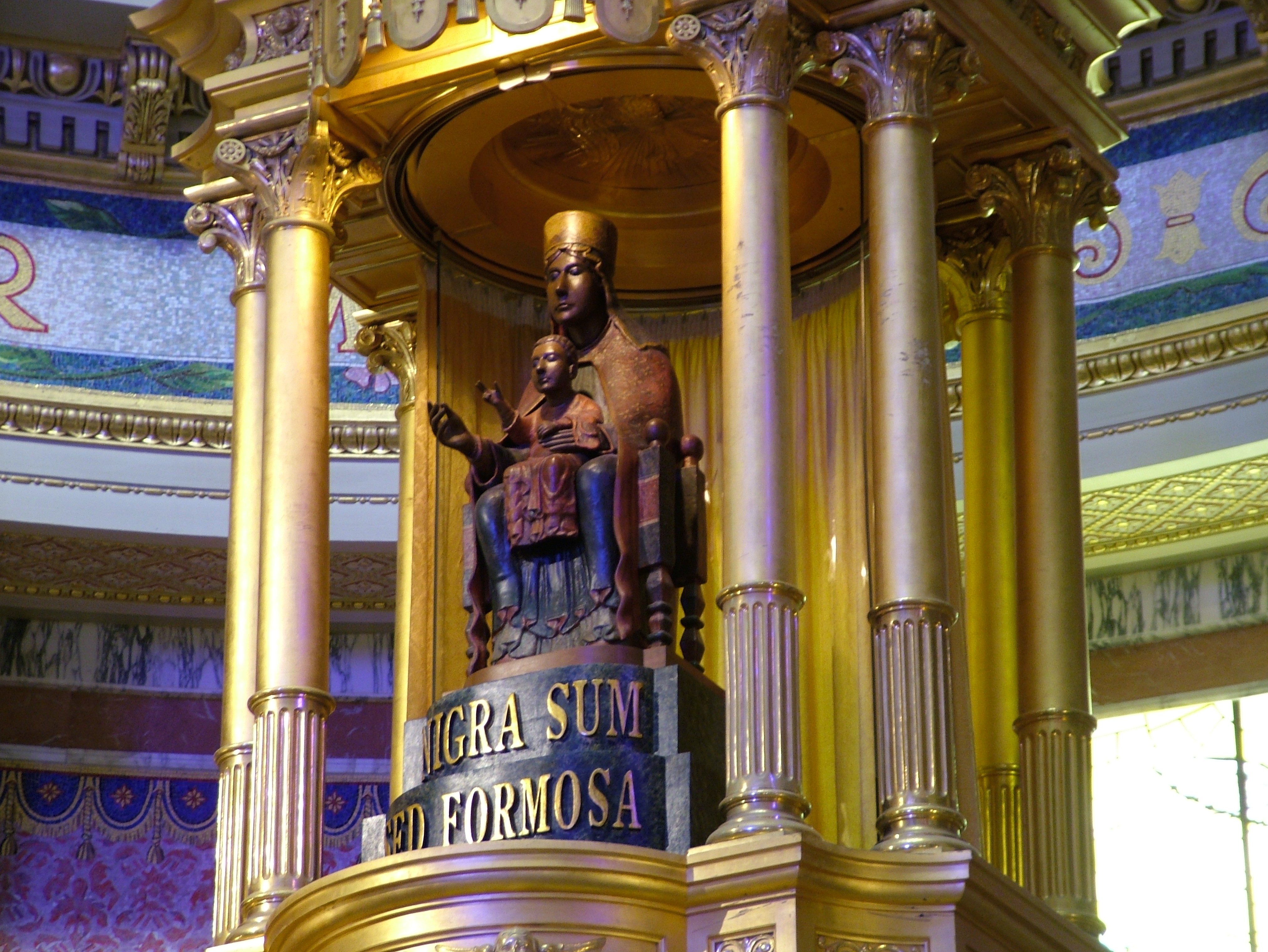
La Virgen Negra de Tíndaris: NIGRA SUM SED FORMOSA

En el siglo XIX, el lugar de Tíndaris estaba totalmente despoblado, pero el nombre lo conservó una iglesia, que corona el punto más alto de la colina sobre la que antaño estuvo la ciudad, y aún se llama la Madonna di Tindaro. También son visibles considerables ruinas de la ciudad antigua. Ocupaba toda la meseta o cumbre de la colina, y los restos de las antiguas murallas pueden seguirse, a intervalos, todo alrededor del borde de los acantilados, excepto en una parte, enfrente del mar, donde el acantilado es bastante alto. Los principales monumentos, de los que aún existen dentro del circuito de las murallas, son: el teatro, de construcción aparentemente romana o reconstruido en época romana sobre uno griego precedente; un gran edificio con dos bellos arcos de piedra, llamado normalmente gimnasio, pero cuya finalidad es difícil de determinar; algunos otros edificios de época romana, pero de carácter totalmente inseguro, un pavimento de mosaico y algunas tumbas romanas. (Serra di Falco, Antichità della Sicilia, vol. v. part vi.; Smyth, Sicily, p. 101; Hoare, Classical Tour, vol. ii. p. 217, etc.)